# Čovik i po
Čovik i po je humoristična serija snimljena 1974. i prikazana iste godine od 13. listopada do 15. prosinca na Televiziji Zagreb. Prema scenariju Mirka Božića, a u režiji Daniela Marušića.
Serija u deset nastavaka prikazuje razne zgode i nezgode socijalističkih rukovodilaca, kroz koje autori opisuju mentalitet ljudi Sinjske krajine, a posebno njihovu lukavost u kojoj prednjači glavni od svih rukovodilaca – šarmantni Vice, kojega glumi Boris Dvornik.

## Pregled epizoda
| Epizoda | Naslov                               | Datum prikazivanja  |
| --- | ------------------------------------ | ------------------- |
| 1. | "Colonnello"                         | 13. listopada 1974. |
| Drugi je svjetski rat, protagonisti serije su partizani, a Vice je komandant. Za vrijeme lova, partizani slučajno uhvate starog talijanskog colonnella. Vice shvaća njegovu vrijednost te od Talijana preko popa Oškopice traži visoku otkupninu. Talijani pristaju na otkupninu, ali zamjena se neće odviti po planu.                |                                      |                     |
| 2. | "Bomba"                              | 20. listopada 1974. |
| Talijanska bomba pada blizu Vicine jedinice i ne eksplodira. Vice šalje u grad Marka da dovede majstora Čekića koji može demontirati bombu. Zajedno s njima, k partizanima se zaputi i Čekićeva sluškinja Šljivica koja uz pomoć ženskih čari pomogne u bijegu pred Talijanima. Nakon što Čekić demontira bombu, slijedi iznenađenje. |                                      |                     |
| 3. | "Babica (1. dio: Mulac)"             | 27. listopada 1974. |
| Rat je završio, godina je 1945. Mlada zagrebačka studentica Višnja vraća se u rodni grad te potajno rađa dijete. Babica odlazi k Vici tražiti pomoć. U isto vrijeme Marko, Čole i Pavao se vraćaju iz Zagreba s partijskog kursa. Otac djeteta se ne zna, ali se sumnja na Marka, pa mu Vice sprema iznenađenje.                      |                                      |                     |
| 4. | "Babica (2. dio: Jaslice)"           | 3. studenoga 1974.  |
| Vice pokušava prisiliti Marka, šefa socijalnog, da općina napravi jaslice. Osim Višnje i Šljivica ima dijete, a koje je dobila s Talijanom. Jaslice se trebaju izgraditi u kući Petra-raka, Višnjina oca kojeg čeka još jedno iznenađenje. Višnja nosi drugo dijete - ovog puta otac je znan: Vicinim šofer Žarulja.                  |                                      |                     |
| 5. | "Vrijeme krnjevala (1. dio: Igra)"   | 10. studenoga 1974. |
| Godina je 1947. Vice i ostali rukovodioci ne znaju što o njima misli narod. Zabrinuti su i zato angažiraju špijuna. Pjerinko zvani Bul ili Sedam smrtnih grija, najzločestija osoba u gradu idealan je izbor. Bula ucjenjuju, a on će sam postati žrtva svojih izvješća koja izazivaju svađe.                                         |                                      |                     |
| 6. | "Vrijeme krnjevala (2. dio: Osveta)" | 17. studenoga 1974. |
| Lukavi Pjerinko smišlja kako da se osveti rukovodiocima koji su ga izigrali i kaznili: naprije tajnik općine Luka, zatim Pavao, pa Čole, šef milicije Bože, šef socijalnog Marko, te pop Oškopica. Vice mu staje u kraj - lukavstvom.                                                                                                 |                                      |                     |
| 7. | "Bazen (1. dio: Pripreme)"           | 24. studenoga 1974. |
| Godina je 1953. Vice smišlja da u mjestu sagradi bazen, i to olimpijski. Marko, Čole i Luka su protiv bazena jer bi gradnja ispraznila kasu, a mjesto još nema niti vodovod. Vice na lukav način ipak provodi svoj plan. |                                      |                     |
| 8. | "Bazen (2. dio: Otvorenje)"          | 1. prosinca 1974.   |
| Na otvaranje bazena stižu i ugledni gosti, a među njima i ministar koji će ga otvoriti. Ljuti ministar optužuje Vicu za neopravdano trošenje novca. Vice se uspijeva obraniti od optužbi i još cijelu situaciju preokreće u svoju korist.                                                                                             |                                      |                     |
| 9. | "Jutro jednog ministra"              | 8. prosinca 1974.   |
| Vice je postao ministar ribarstva. Njegove podređene u ministarstvu zbunjuje njegovo obavljanje obveza mimo uobičajenih pravila. Jednako su zbunjeni i kolege ministri u Vladi. |                                      |                     |
| 10. | "Popodne jednog ministra"            | 15. prosinca 1974.  |
| Vice je kao ministar ribarstva daleko dogurao. U posjet u Zagreb mu stižu Marko, Čole, Luka i Stana. |                                      |                     |

## Glumačka postava
| - Boris Dvornik (Vice) - Zvonko Lepetić (Marko) - Ante Vican (Čole) - Đuro Utješanović (Luka) - Petar Jelaska (Pavao) - Ilija Ivezić (Bože) - Vida Jerman (Stana) - Mate Ergović (pop Oškopica) - Vlasta Knezović (Šljivica) | - Asja Kisić (Babica) - Nada Subotić (Paulina) - Antun Nalis (špijun Pjerinko Bul) - Milan Srdoč (Urica Cekić) - Lana Golob (Lucija) - Zrinka Kolak Fabijan (Višnja) - Lena Politeo (sekretarica) - Zvonimir Jurić (vozač) | - Vasja Kovačić (Žarulja) - Dino Dvornik (Stođava) - Ivo Marjanović (ministar) - Mia Oremović (ministrova supruga) - Špiro Guberina (Frano) - Fahro Konjhodžić (Skrgaljica „Recitator”) - Krešimir Zidarić (Petar zvani „Rak”) - Ljubo Kapor (Gobeta) |

## Vanjske poveznice
- Čovik i po u internetskoj bazi filmova IMDb-a